# 酸梅岩
68°3′S 43°7′E / 68.050°S 43.117°E
酸梅岩（英語：Umeboshi Rock），是南極洲的岩石，位於毛德皇后地的奧拉夫王子海岸，處於曙岩東北面6公里，根據日本探險隊的測量和拍攝的空中照片繪入地圖，現時由南極條約體系管理。

## 外部連結
- 本条目引用的公有领域材料来自美国地质调查局的文档 《酸梅岩》 （資料來自地名信息系统）。